# Estanys de Juclar
Estanys de Juclar är sjöar i Andorra.   De ligger i parroquian Canillo, i den nordöstra delen av landet, 20 kilometer nordost om huvudstaden Andorra la Vella. Estanys de Juclar ligger 2 289 meter över havet.
De två största sjöarna är Estany Primer och Estany Segon.